# Sätra naturreservat
Ej att förväxla med Sätraskogens naturreservat
Sätra är ett naturreservat och ett Natura 2000-skyddsområde i Västlands socken i Tierps kommun.
Naturreservatet består av skog som undgått avverkning under lång tid. Området innehåller såväl högstubbar som lågor. Det multnande trät ger livsförutsättningar för mossor och lavar. 